# Kate McKinnon

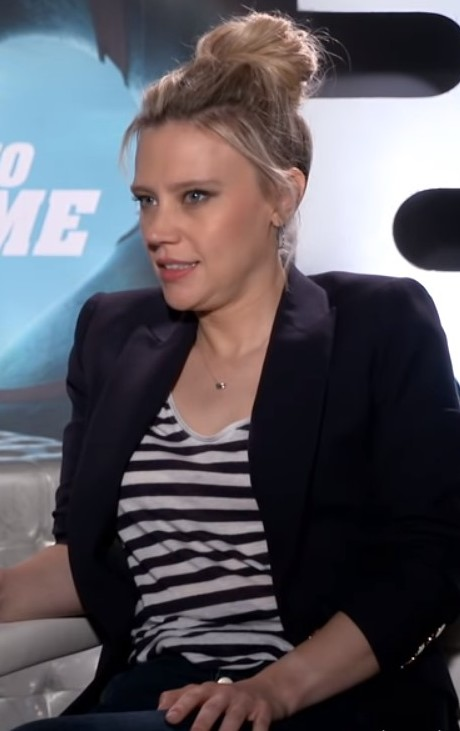
Kate McKinnon (2018)

Kate McKinnon Berthold (* 6. Januar 1984 in Sea Cliff, New York) ist eine US-amerikanische Schauspielerin und Komikerin.
Sie gehörte von 2012 bis 2022 zur Stammbesetzung der US-amerikanischen Comedy-Show Saturday Night Live und ist bekannt für ihre Imitationen von unter anderem Justin Bieber, Ellen DeGeneres, Hillary Clinton, Jeff Sessions und Angela Merkel.

## Leben und Karriere
Geboren und aufgewachsen ist McKinnon in Sea Cliff, New York. Sie ist die Tochter von Laura Campbell, einer Erzieherin, und Michael Thomas Berthold († 2002), einem Architekten. Sie hat eine jüngere Schwester. Als Kind spielte sie Klavier, Cello und Gitarre. Sie absolvierte 2002 die North Shore High School in New York und 2006 die Columbia University, wo sie auch eine Comedygruppe mitbegründete.
Von 2006 bis 2010 gehörte McKinnon zur Besetzung von The Big Gay Sketch Show. 2012 debütierte sie bei Saturday Night Live. Bei der Primetime-Emmy-Verleihung 2014 war sie als Beste Nebendarstellerin in einer Comedyserie für Saturday Night Live nominiert. 2016 und 2017 gewann sie die Auszeichnung.
2016 war McKinnon an der Seite von Kristen Wiig, Melissa McCarthy und Leslie Jones im Film Ghostbusters – dem Reboot des gleichnamigen Kultfilms von 1984 – zu sehen. Wiig und Jones gehörten beide auch zum Saturday-Night-Live-Ensemble. 2017 spielte sie in Girls’ Night Out mit.
2017 wurde McKinnon in die Academy of Motion Picture Arts and Sciences (AMPAS) aufgenommen, die jährlich die Oscars vergibt.
Während McKinnon Ellen DeGeneres bei der Verleihung der Golden Globe Awards 2020 den Carol Burnett Award überreichte, outete sie sich als lesbisch und bedankte sich bei DeGeneres dafür, dass sie ihr durch deren TV-Sitcom Ellen geholfen habe, ihre eigene sexuelle Orientierung zu akzeptieren. McKinnon ist mit der Fotografin und Schauspielerin Jackie Abbott zusammen.

## Filmografie (Auswahl)
- 2006–2010: The Big Gay Sketch Show (Fernsehserie, 23 Folgen)
- 2009–2012: UCB Comedy Originals (Fernsehserie, 16 Folgen)
- 2010: Vag Magazine (Fernsehserie, 6 Folgen)
- 2010–2011: Robotomy (Fernsehserie, 5 Folgen)
- 2010–2016: The Venture Bros. (Fernsehserie, 7 Folgen, Stimme)
- 2011: I Wanna Have Your Baby (Fernsehserie, eine Folge)
- 2012: My Best Day
- 2012–2022: Saturday Night Live (Fernsehserie, 116 Folgen)
- 2013: Hudson Valley Ballers (Fernsehserie, 2 Folgen)
- 2014: Life Partners
- 2014: Balls Out
- 2014–2015: The Awesomes (Fernsehserie, 7 Folgen, Stimme)
- 2015: China, IL (Fernsehserie, 5 Folgen, Stimme)
- 2015–2016: Family Guy (Fernsehserie, 5 Folgen, Stimme)
- 2015–2024: Nature Cat (Fernsehserie, 81 Folgen, Stimme)
- 2016: Findet Dorie (Finding Dory, Stimme)
- 2016: Ghostbusters (Ghostbusters: Answer the Call)
- 2016: Office Christmas Party
- 2017: Girls’ Night Out (Rough Night)
- 2017: Der Zauberschulbus ist wieder unterwegs (The Magic School Bus Rides Again, Fernsehserie, 13 Folgen, Stimme)
- 2017: Ferdinand – Geht STIERisch ab! (Ferdinand, Stimme)
- 2018: Family
- 2018: Irreplaceable You
- 2018: Bad Spies (The Spy Who Dumped Me)
- 2019: Yesterday
- 2019: Bombshell – Das Ende des Schweigens (Bombshell)
- 2020: The Magic School Bus Rides Again – Kids in Space (Stimme)
- 2020: The Magic School Bus Rides Again in the Zone (Fernsehfilm, Stimme)
- 2022: The Bubble
- 2022: Joe vs. Carole (Fernsehserie, 8 Folgen)
- 2022: DC League of Super-Pets (Stimme)
- 2023: Barbie
- 2025: Ein Minecraft Film (A Minecraft Movie, Stimme)

## Auszeichnungen und Nominierungen
Emmy
- 2014: Nominierung als beste Nebendarstellerin in einer Comedyserie für Saturday Night Live
- 2015: Nominierung als beste Nebendarstellerin in einer Comedyserie für Saturday Night Live
- 2016: Beste Nebendarstellerin in einer Comedyserie für Saturday Night Live
- 2017: Beste Nebendarstellerin in einer Comedyserie für Saturday Night Live
- 2018: Nominierung als beste Nebendarstellerin in einer Comedyserie für Saturday Night Live
- 2019: Nominierung als beste Nebendarstellerin in einer Comedyserie für Saturday Night Live
- 2020: Nominierung als beste Nebendarstellerin in einer Comedyserie für Saturday Night Live
- 2021: Nominierung als beste Nebendarstellerin in einer Comedyserie für Saturday Night Live

Daytime Emmy Award
- 2017: Nominierung als Outstanding Performer in an Animated Program für Nature Cat

Critics’ Choice Television Award
- Jan. 2016: Beste Hauptdarstellerin in einer Comedyserie für Saturday Night Live
- Dez. 2016: Nominierung als beste Hauptdarstellerin in einer Comedyserie für Saturday Night Live

Saturn Award
- 2017: Nominierung als beste Nebendarstellerin für Ghostbusters